# Jan Zahradník

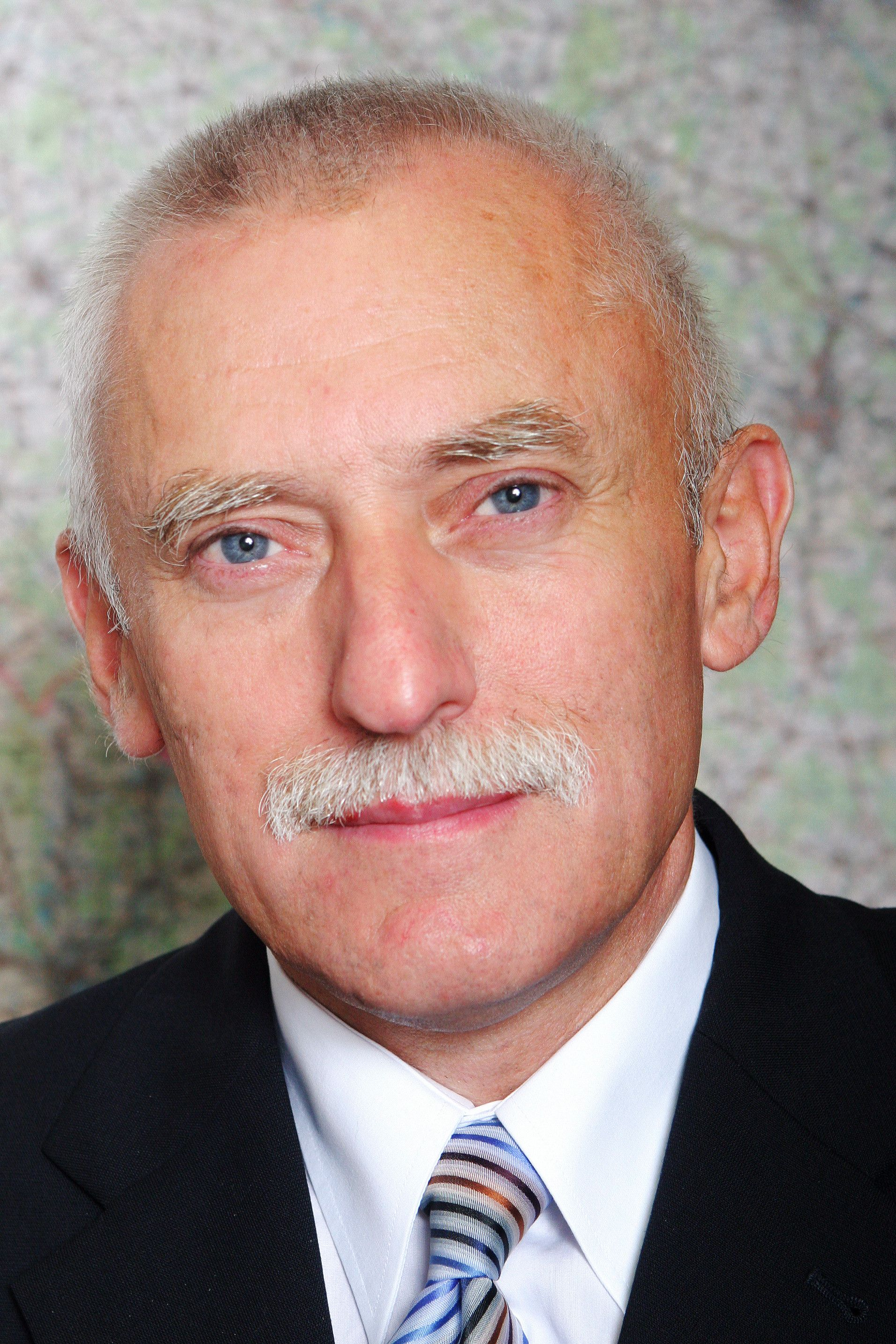
Jan Zahradník

 Jan Zahradník (* 23. März 1949 in Budweis) ist ein tschechischer Politiker. Er war von Dezember 2000 bis November 2008 der erste Hauptmann der Südböhmischen Region.

## Leben
Im Jahre 1972 absolvierte er die Mathematisch-Physikalische Fakultät der Karls-Universität Prag, zwischen 1972 und 1992 unterrichtete er am damaligen Karel Šatal-Gymnasium (heute J. V. Jirsík-Gymnasium) in České Budějovice, danach setzte er bis 2000 seine pädagogische Laufbahn als Mitbesitzer und Direktor des privaten Tschechisch-Englischen Gymnasiums in České Budějovice fort.
Zahradník ist verheiratet und hat zwei Töchter.

## Politische Laufbahn
Nach der samtenen Revolution 1989 war er eines der Gründungsmitglieder des Bürgerforums der Mittelschullehrer der Südböhmische Region. Im Jahre 1990 begann er seine politische Laufbahn im Abgeordnetenhaus der Stadt České Budějovice. Nach der Spaltung des Bürgerforums trat er in die neu gegründete Bürgerliche Demokratische Partei (ODS) ein, für die er in den České Budějovicer Kommunalwahlen 1994, 1998, 1999, 2002 und 2006 erfolgreich (er gewann stets die meisten Wählerstimmen) kandidierte.
Im Jahre 2000 hat Jan Zahradník die südböhmische ODS zum Sieg in der ersten Kreistagswahl geführt und im Dezember 2000 wurde er zum historisch ersten Hauptmann der Südböhmischen Region. In der Kreistagswahl 2004 gelang es der ODS in Südböhmen unter Zahradník ihre Position weiter auszubauen, sie erreichte 44 Prozent der Stimmen und Jan Zahradník ist auch für die zweite Wahlperiode zum Hauptmann der Südböhmischen Region gewählt worden. Bei der dritten Kreistagswahl im Oktober 2008 erreichte die von Zahradník geführte ODS 29,63 % Stimmen und verlor somit gegen die Tschechische Sozialdemokratische Partei (ČSSD). Zahradník verzichtete auf seine Teilnahme in der zwischen ČSSD und ODS verhandelten Koalitionsregierung, sein Nachfolger im Amt des südböhmischen Hauptmanns wurde der ehemalige Bürgermeister von Nová Bystřice Jiří Zimola (* 1971).
Im Januar 2009 wurde Jan Zahradník Vizerektor der Südböhmischen Universität mit Zuständigkeit für ausländische Beziehungen. Er ist auch Vorsitzender der Drei-Länder-Gesellschaft, derer Ziel es ist, gemeinsame grenzüberschreitende Aktivitäten der Regionen Südböhmen, Oberösterreich und Niederbayern zu unterstützen.

## Auszeichnungen
- Großes Goldenes Ehrenzeichen mit dem Stern für Verdienste um die Republik Österreich[1] – am 28. Januar 2005 in České Budějovice
- Goldenes Ehrenzeichen des Landes Oberösterreich – am 1. Dezember 2009 in Linz[2]
- Goldenes Komturkreuz des Ehrenzeichens für Verdienste um das Bundesland Niederösterreich – am 2. Dezember 2009 in Brüssel